# Tineovertex sartoria
Tineovertex sartoria är en fjärilsart som beskrevs av Edward Meyrick 1911. Tineovertex sartoria ingår i släktet Tineovertex och familjen äkta malar. Inga underarter finns listade i Catalogue of Life.